# Suiding

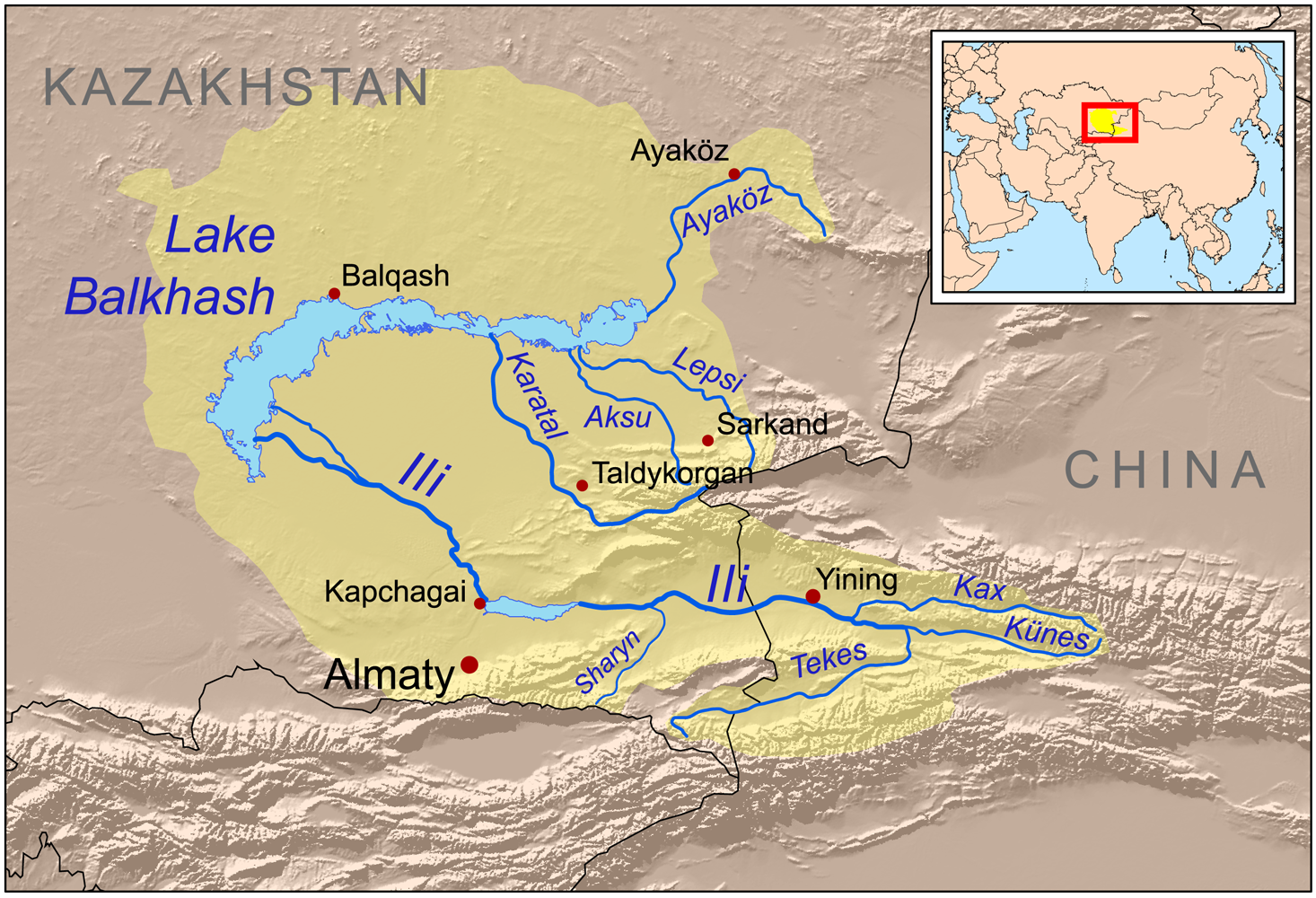
O Rio Ili nasce na China e tem sua foz no Lago Balcache, no Cazaquistão.

Suiding, Shuiding ou Shuidingzhen é uma cidade no Vale do Rio Ili, no noroeste de Sinquião, no noroeste da China.
A cidade foi construída como nova capital regional, 8 Km ao norte da antiga Huiyuan Cheng, após a devolução da região do Vale do Rio Ili, que fora tomada pelo Império Russo em 1871, na época em que a região tinha se tornado parte de um sultanato em decorrência da Revolta Dungan, à China em decorrência do Tratado de São Petersburgo de 1881  .